# تپه چناره ۲
تپه چناره ۲ مربوط به هزاره سوم قبل از میلاد است و در شهرستان پل‌دختر، بخش معمولان، دهستان معمولان، شرق روستای چناره واقع شده و این اثر در تاریخ ۲۲ آبان ۱۳۸۶ با شمارهٔ ثبت ۲۰۱۰۵ به‌عنوان یکی از آثار ملی ایران به ثبت رسیده است.